# 徐绍桢

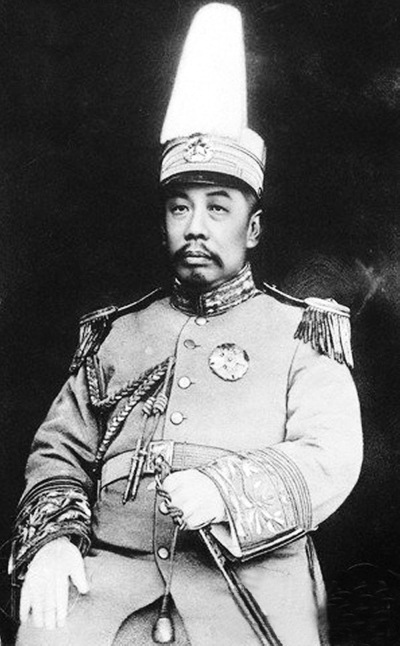

徐绍桢（1861年—1936年9月13日），字固卿，祖籍浙江钱塘，生于广东番禺，中国民主革命家，中华民国军政要人。父徐灏。系明中山武寧王徐达第十四世孙。

## 生平

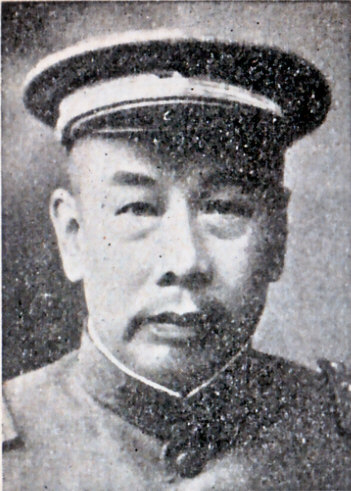

光绪二十年（1894年）甲午科广东乡试举人，后提为广西藩署幕僚，江西常备军统领，福建武备学堂总办。1902年奉派至日本考察军事。1904年受李興銳提拔，任两江总督衙门兵备处总办，护理江北提督。1907年，任新建陆军第九镇统制，驻军江宁城关。奏请创建征兵制，吸收知识青年加入新军。
1911年10月10日武昌起义爆发，南京新军与旧军的江防军和缉私营冲突加剧。11月4日，险遭两名满族军官怀枪行刺。终忍无可忍，率部响应革命，在秣陵关起义。战事初失利，退守镇江，各省援军继至，推举徐为联军总司令，指挥反攻，12月2日，夺下南京。
1912年，民国成立，1月11日，委任为南京卫戍总督。1914年6月，任參政院參政。1917年9月，孙中山等人在广东成立军政府，翌年（1918年）3月下旬，徐绍桢被任为代理卫戍总司令兼陆军部练兵督办。5月，孙文反对军政府改组，愤辞大元帅，徐绍桢亦随之辞职。后又任总统府参军长、广东省长、内政部长。孙中山逝世后，退隐幾年，1932年复任挂名国民政府委员。
1936年9月13日病逝于上海。葬南京麒麟门外小白龙山，即当年光复南京时，江浙联军总司令部所在地。

## 著作
著有《学寿堂日记》、《三国志质疑》。